# William Elliott (homme politique canadien)
Pour les articles homonymes, voir William Elliott et Elliott.
William Elliott (21 avril 1837-2 mars 1888) est un homme politique canadien de l'Ontario. Il est député fédéral conservateur de la circonscription ontarienne de Peel de 1878 à 1882.

## Biographie
Né dans Toronto Township (en) dans le Haut-Canada, Elliott est le fils d'immigrants irlandais. Il entame une carrière publique en tant que vice-préfet et préfet du canton de Toronto.
Candidat défait en 1874, il est élu député fédéral de Peel en 1878. Il ne se représente pas en 1882.
Elliott était membre de la Ligue Orange.